# Košťany
Košťany, bis 1923 Kosteny (deutsch Kosten) ist eine Stadt im Ústecký kraj in Tschechien.

## Geografie

### Lage
Košťany liegt fünf Kilometer nordwestlich von Teplice am südlichen Fuß des Erzgebirges und gehört dem Okres Teplice an.

### Gemeindegliederung
Die Stadt Košťany besteht aus den Ortsteilen und Katastralbezirken Košťany (Kosten) und Střelná (Strahl). Grundsiedlungseinheiten sind Košťany, Na Hampuši und Střelná. Außerdem gehören zu Košťany die Ortslage Kamenný Pahorek (Steinhügel) und die Wüstung Vápenice (Kalkofen).

### Nachbarorte
| Mikulov (Niklasberg) | Altenberg                                   | Dubí (Eichwald)         |
| Hrob (Klostergrab)   | Kompassrose, die auf Nachbargemeinden zeigt | Újezdeček (Kleinaugezd) |
|                      | Jeníkov (Janegg)                            |                         |

## Geschichte
Das Dorf wurde vermutlich zwischen 1326 und 1346 im Zuge der Kolonisation des Grenzgebietes durch die Herren von Riesenburg gegründet. Die erste urkundliche Erwähnung von Costen erfolgte 1394 im Duxer Stadtbuch. Als Teil der Herrschaft Riesenburg wurde Costen 1398 durch die Brüder Borso d. Ä. und Borso d. J. von Riesenburg an den Markgrafen Wilhelm I. von Meißen verkauft. Durch den Vertrag von Eger wurde die Herrschaft 1459 wieder Teil des Königreiches Böhmen. Die Riesenburg wurde 1488 aufgegeben, neuer Herrschaftssitz wurde die Feste Duchcov. Im Jahre 1495 erwarb der Biliner Zweig der Herren von Lobkowicz das Dorf und schlug es der Herrschaft Bilin zu. Bis zur Mitte des 19. Jahrhunderts blieb Kosten der Fideikommissherrschaft Bilin untertänig.
Im späten 18. Jahrhundert wurden bei dem Dorf an der Alten Freiberg-Teplitzer Poststraße Braunkohlenvorkommen entdeckt, deren Abbau zunächst in kleinen Kohleschächten erfolgte. In der zweiten Hälfte des 19. Jahrhunderts gewann die Kohle immer mehr an Bedeutung. Bergbauunternehmen und Spekulanten sicherten sich die Abbaurechte, und der Abbau im Tagebau veränderte die Landschaft. Der Ort wuchs zu einer Bergarbeitersiedlung, aus der sich ein Industriestandort entwickelte.
Nach der Aufhebung der Patrimonialherrschaften bildete Kosten / Kosteny ab 1850 mit den Ortsteilen Strahl, Grundmühlen (Mlýny), Tischau (Mstišov) und Cukmantl (Pozorka) eine Gemeinde im Leitmeritzer Kreis und Gerichtsbezirk Teplitz. Strahl wurde 1856 nach Janegg umgemeindet. Ab 1868 gehörte Kosten zum Bezirk Teplitz. Die 1910 beantragte Stadterhebung kam durch den Ausbruch des Ersten Weltkrieges und dem Zerfall der k.u.k. Monarchie nicht zustande. Die Ortsteile Tischau (1873), Zuckmantel (1877) und Grundmühlen (1928) lösten sich sukzessive von Kosten los und bildeten eigene Gemeinden. Seit 1949 gehört Střelná wieder als Ortsteil zu Košťany.
Seit 1994 besitzt Košťany Stadtrechte.

## Entwicklung der Einwohnerzahl
| Jahr | Einwohnerzahl |
| ---- | ------------- |
| 1869 | 844           |
| 1880 | 1550          |
| 1890 | 2183          |
| 1900 | 3548          |
| 1910 | 4655          |

| Jahr   | Einwohnerzahl |
| ------ | ------------- |
| 1921   | 5317          |
| 1930   | 5900          |
| 1950 1 | 4010          |
| 1961 1 | 4521          |
| 1970 1 | 3682          |

| Jahr   | Einwohnerzahl |
| ------ | ------------- |
| 1980 1 | 3221          |
| 1991 1 | 2494          |
| 2001 1 | 2627          |
| 2011 1 | 2833          |

## Sehenswürdigkeiten
Das neogotische Jagdschloss Střelná entstand um 1780 für die Grafen Lobkowicz.

## Städtepartnerschaften
- Altenberg (2001), Sachsen